# Benito Juárez (Buenos Aires)
Pour les articles homonymes, voir Benito Juárez (homonymie).
Benito Juárez est une localité argentine située dans le partido homonyme, dans la province de Buenos Aires.

## Toponymie
La ville prend son nom en hommage à Benito Juárez García, président du Mexique entre 1858 et 1872. C'est ce que stipule sa charte fondatrice, en tant que symbole de l'amitié argentine et mexicaine. Pour cette raison et pour l'hospitalité de ses habitants, elle est connue sous le nom de Capital de la Amistad (« capitale de l'amitié »).

## Démographie
La localité compte 14 279 habitants (Indec, 2010), ce qui représente une augmentation de 3 % par rapport au recensement précédent de 2001 qui comptait 13 868 habitants.

## Climat
La ville bénéficie d'un climat tempéré pampéen, où la température annuelle moyenne est de 15 °C. Le minimum annuel moyen est de 5 °C et le maximum annuel moyen est de 31 °C. Les précipitations annuelles, concentrées entre octobre et mars, sont de 1 030 mm ; l'humidité relative ambiante est de 75 %.
Le 18 janvier 2014, le centre météorologique local a enregistré la température la plus élevée de la courte histoire de la localité : 40,1 °C. La température la plus basse a été enregistrée le 27 juillet 2014 : -4,7 °C. Selon les experts, 2014 a été une année de « fortes précipitations et de vents violents ». Un total de 1 143,6 mm a été enregistré (contre 785 en 2013). Il y a eu moins de gelées que l'année précédente, et la pression atmosphérique se situait autour des paramètres normaux. Enfin, les données montrent qu'il y a eu 35 orages sur l'ensemble de l'année 2013.

## Religion
| Diocèse  | Azul                      |
| -------- | ------------------------- |
| Paroisse | Nuestra Señora del Carmen |